# Очеретько Митрофан Михайлович
Митрофа́н Миха́йлович Очеретько (нар. 11 червня 1884,  Матяшівка, Полтавська губернія — пом. 9 березня 1930, Київ) — український військовий діяч, підполковник Армії УНР. У 1921 році — начальник розвідувального відділу Партизансько-повстанського штабу Армії УНР.
Згідно з даними Галузевого архіву Служби зовнішньої розвідки України, був одним із оточення генерала-хорунжого Юрка Тютюнника, які співпрацювали зі спецслужбами СРСР.

## Життєпис
Митрофан Очеретько народився 11 червня 1884 у селі Матяшівка Лубенського повіту Полтавської губернії.У селянській родині. Його батько- Михайло мав маєток, родючу землю, мріяв, що син буде працювати на землі. М. М. Очеретько — нащадок запорозьких козаків. Після закінчення Лубенської сільськогосподарської школи Митрофан у 1905 році вступив до Віленського військового училища, з якого незабаром перевівся до Одеського. Після закінчення навчання у 1908 році служив підпоручиком у 71-му піхотному Белевському полку у Польщі. У 1913 році Митрофан закінчив Офіцерську гімнастично-фехтувальну школу. У складі 71-го піхотного полку брав участь у Першій світовій війні. Служив молодшим офіцером кулеметної команди. Під час війни отримав шість орденів, зокрема у 1915 році — найвищу нагороду — орден Св. Георгія 4-го ступеня, та чин штабс-капітана; очолював 9 роту полку. 13 грудня 1914 року у бою Очеретько був важко поранений і лікувався увесь 1915 рік. З кінця 1915 року ад'ютант Головної Офіцерської гімнастично-фехтувальної школи у Петрограді. У середині 1917 року Митрофан Михайлович перевівся на службу урядовцем до Міністерства продовольчих справ.
Навесні 1918 року Митрофан Очеретько овернувся в Україну і вступив до 3-го Сердюцького полку Армії Української Держави, одночасно викладав фехтування у Інструкторській школі старшин. Після Антигетьманського повстання він у складі школи перейшов на бік Директорії УНР. У травні 1919 року у Луцьку з рештками школи потрапив до польського полону. У листопаді 1919-го разом із сотником Угнічем повернувся з полону та був призначений начальником обозу Збірної Київської дивізії, згодом — комендантом штабу 4-ї Київської дивізії. У складі дивізії брав участь у Першому зимовому поході.
З літа 1921 року — начальник розвідувального відділу Партизансько-повстанського штабу. Учасник Другого зимового походу, начальник розвідувального відділу штабу Повстанської армії. Брав безпосередню участь у останньому бою вояків Повстанської армії біля села Малі Міньки (Житомирщина) проти кінноти Григорія Котовського 17 листопада 1921 року. Вцілів у бою та повернувся до Польщі.
У березні 1922 року підполковник нелегально дістався Румунії. До жовтня 1923 року жив у Кишиневі, звідки виїхав до Болгарії у Варну.
Під впливом агітації Юрія Тютюнника у 1923 році Очеретько повернувся на Батьківщину, в УСРР. У 1926 році він був примусово залучений до співробітництва з Київським окремим відділом ДПУ. Тривалий час дезінформував органи ДПУ. У 1923—1929 роках жив у Києві під наглядом ДПУ, працював на посаді завідувача курсів фізосвіти при будинкові Червоної армії Київського гарнізону. Зустрічався з Тютюнником.
20 листопада 1929 року заарештований Київським окрвідділом ДПУ за ст. 54 (пп. 10, 12, 13) КК Української РСР. Під час ведення слідства у справі давав свідчення принципово українською мовою. Засуджений до страти 3 березня 1930 року. Розстріляний 9 березня разом з Іваном Кузьменком-Титаренком.

## Вшанування пам'яті
У селі Засулля вулицю Ковпака перейменували на вулицю Митрофана Очеретька.